# هیدرونیوم
هیدرونیوم (انگلیسی: Hydronium) نام کاتیون آبی +H3O است. این یون که نوعی یون اکسونیوم است از پروتونه‌شدن آب حاصل می‌شود. هنگامی‌که یک اسید آرنیوس در آب حل شده باشد، هیدورنیوم به عنوان یک یون با بار مثبت حضور خواهد داشت؛ به طوری که اسید آرنیوس یک هیدروژن با بار مثبت را در محیط آبی آزاد می‌کند و این پروتون، مولکول آب را احاطه کرده و آن را به هیدرونیوم مبدل می سازد

## تعیین pH
در واکنش تشکیل یون هیدرونیوم، یک گروه هیدروکسید تشکیل می‌شود که تعیین‌کننده میزان پی اچ است:
2 H
2O  OH−
 + H
3O+

در آب خالص، تعداد یون‌های هیدرونیوم و هیدروکسید با هم برابر است و در نتیجه، پی‌اچ به طور ثابت برابر ۷ باقی می‌ماند.